# Thompsonia littoralis
Thompsonia littoralis is een krabbezakjessoort uit de familie van de Thompsoniidae. De wetenschappelijke naam van de soort is voor het eerst geldig gepubliceerd in 1990 door Lützen & Jespersen.